# Dagwood Bumstead
Pour les articles homonymes, voir Bumstead.
Dagwood Bumstead est l'un des personnages principaux de la bande dessinée Blondie du dessinateur Chic Young. Il apparaît dans le premier épidode le 8 septembre 1930.

## Personnage
Il est l'héritier de la société Bumstead Locomotive, mais il est déshérité lorsqu'il épouse Blondie née Boopadoop, une garçonne que sa famille considère de classe inférieure. Depuis, travaille dans les bureaux de la JC Dithers Construction Company comme chef de bureau pour subvenir aux besoins de sa famille.
Le premier bébé des Bumstead, Alexander, s'appelle à l'origine Baby Dumpling. Le nom de sa fille, Cookie, est choisi par les lecteurs lors d’un concours national. Le cercle familial est complété par Daisy le chien. Les noms Bumstead et Daisy viennent de l'ami de longue date de Chic Young, Arthur Bumstead, et de son chien, Daisy.

## Caractéristiques
Dagwood aime sa femme Blondie, ses enfants, les siestes sur le canapé, les bains prolongés et la nourriture. Dagwood est connu pour composer de hauts sandwichs à multiples couches garnis d'une olive sur un cure-dent, ainsi le terme « Dagwood sandwich (en) » est entré dans l'usage en anglais américain. Dagwood prépare souvent ses sandwichs tard le soir.
Dagwood a souvent des problèmes, qui incluent : les vendeurs à domicile, les télévendeurs impolis et les vendeurs en magasin ; le facteur (M. Beasley) qu'il percute alors qu'il se précipite hors de chez lui ; le covoiturage qui part sans lui ; arriver au travail à l'heure ; son patron, JC Dithers et les nombreux rendez-vous de sa fille Cookie qu'il surveille de près. D'autres personnages de son univers incluent Elmo Tuttle, un petit enfant du quartier casse-pieds qui entre et sort de la maison Bumstead ; les voisins d'à côté Herb et Tootsie Woodley ; Lou, le cuisinier sarcastique d'un restaurant local ; et la femme dominatrice de M. Dithers, Cora. L'anniversaire de Dagwood est le 20 juillet, le 21 avril ou le 15 février,.

## Apparitions dans d'autres médias
Au fil des années, Dagwood apparaît non seulement dans les journaux quotidiens, mais aussi dans des comic books, dans Big Little Books, dans des romans pour enfants, ainsi qu'à la radio, au cinéma et à la télévision. Arthur Lake joue Dagwood dans la série de films Blondie (en) (1938-1950), dans la courte émission de radio Blondie (en) (1957) et dans la série télévisée de 1957 (en). Hal Le Roy (en) interprète Dagwood dans le pilote de la série de 1957. Enfin, Will Hutchins joue le personnage dans la série télévisée de 1968 (en).
Dagwood fait plusieurs caméos dans Reviens, Garfield !, et avec Grimmy dans Grimmy. Dagwood et sa Blondie apparaissent dans une bande dessinée de Garfield initialement publiée le 1er avril 1997. Garfield y fait référence comme « passer à une autre bande dessinée ». Dagwood fait enfin une autre apparition dans Garfield le 20 août 2005, pour inviter Jon et Garfield à leur fête d'anniversaire.
On le voit aussi dans le dessin animé Hollywood Canine Canteen de 1946, où sa femme Blondie et lui (nommé Dogwood dans ce court métrage) sont représentés comme des chiens anthropomorphes travaillant dans un snack-bar. Penny Singleton et Arthur Lake ont respectivement prêté leur voix à ces personnages.
Dans la chanson « Homemade Mummy », le rappeur alternatif Aesop Rock fait brièvement référence à Dagwood.

## Liens
- Ressource relative à la bande dessinée :   - Grand Comics Database
- Notice dans un dictionnaire ou une encyclopédie généraliste :   - Britannica